# Cola gabonensis
Cola gabonensis är en malvaväxtart som beskrevs av Maxwell Tylden Masters. Cola gabonensis ingår i släktet Cola och familjen malvaväxter. Inga underarter finns listade i Catalogue of Life.